# Congo Central

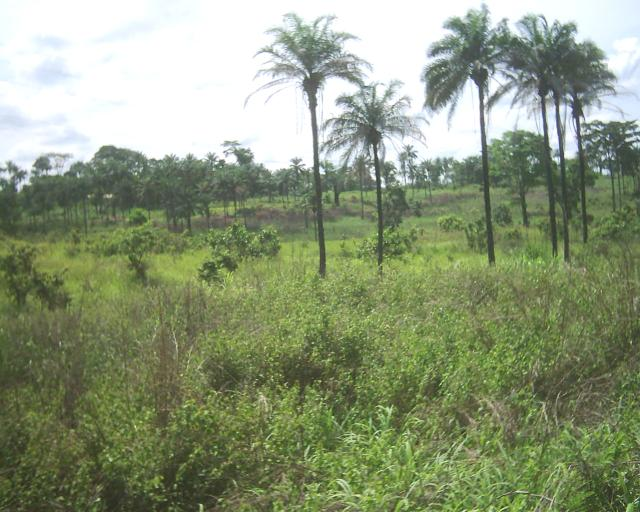
Paisagem

O Congo Central (em francês: Kongo-Central) é uma província da República Democrática do Congo, localizada na foz do rio Congo.
Foi constituída em 14 de Agosto de 1960 a partir da província de Léopoldville. Denominou-se Baixo Zaire entre 1971 e 1997 e Baixo Congo entre 1997 e 2006. Tem 53 920 km² e 3.734.594 habitantes (2005). Sua capital é a cidade de Matadi. 
Faz fronteira com Angola a sul e a noroeste, a oeste com o Oceano Atlântico, ao norte com a República do Congo, com Quinxassa a nordeste e a oeste com a província de Cuango. É a única província do país com litoral.